# Khutar
Khutar là một thị xã và là một nagar panchayat của quận Shahjahanpur thuộc bang Uttar Pradesh, Ấn Độ.

## Địa lý
Khutar có vị trí 28°12′B 80°17′Đ / 28,2°B 80,28°Đ Nó có độ cao trung bình là 162 mét (531 feet).

## Nhân khẩu
Theo điều tra dân số năm 2001 của Ấn Độ, Khutar có dân số 14.219 người. Phái nam chiếm 53% tổng số dân và phái nữ chiếm 47%. Khutar có tỷ lệ 51% biết đọc biết viết, thấp hơn tỷ lệ trung bình toàn quốc là 59,5%: tỷ lệ cho phái nam là 60%, và tỷ lệ cho phái nữ là 40%. Tại Khutar, 18% dân số nhỏ hơn 6 tuổi.